# Seko Fofana
Seko Mohamed Fofana, född 7 maj 1995, är en fransk-ivoriansk fotbollsspelare (mittfältare) som spelar för Rennes. Han representerar även Elfenbenskustens landslag.

## Karriär
Den 18 augusti 2020 värvades Fofana av Lens, där han skrev på ett fyraårskontrakt.
Den 18 juli 2023 värvades Fofana av den saudiska klubben Al Nassr, där han skrev på ett treårskontrakt. Den 30 januari 2024 lånades Fofana ut till ligakonkurrenten Al-Ettifaq på ett låneavtal fram till sommaren. I augusti 2024 förlängdes låneavtalet.
Den 1 januari 2025 återvände Fofana till Frankrike och skrev på ett 4,5-årskontrakt med Rennes.